# Nedžad Grabus

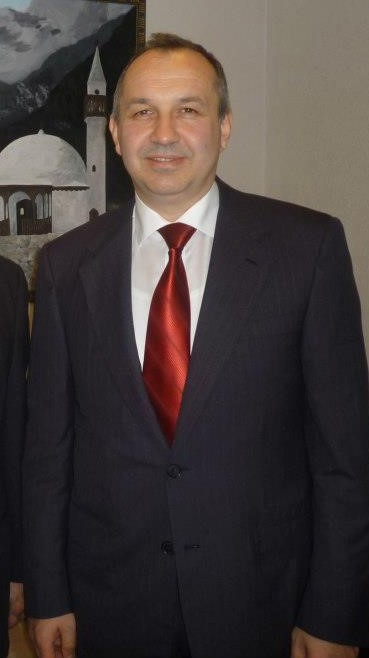
Nedžad Grabus

Nedžad Grabus (* 1968) ist der Großmufti Sloweniens. Er ist ein Pädagoge bosnischer Herkunft und arbeitet als Dozent an der Fakultät für Islamwissenschaften (Fakultet islamskih nauka, FIN) in Sarajevo (dem traditionellen Sitz der Großmuftis der Nachfolgestaaten Jugoslawiens).
Er war einer der 138 Unterzeichner des offenen Briefes Ein gemeinsames Wort zwischen Uns und Euch (engl. A Common Word Between Us & You), den Persönlichkeiten des Islam an „Führer christlicher Kirchen überall“ (engl. „Leaders of Christian Churches, everywhere …“) sandten (13. Oktober 2007).